# Mariengrotte (Osterzell)

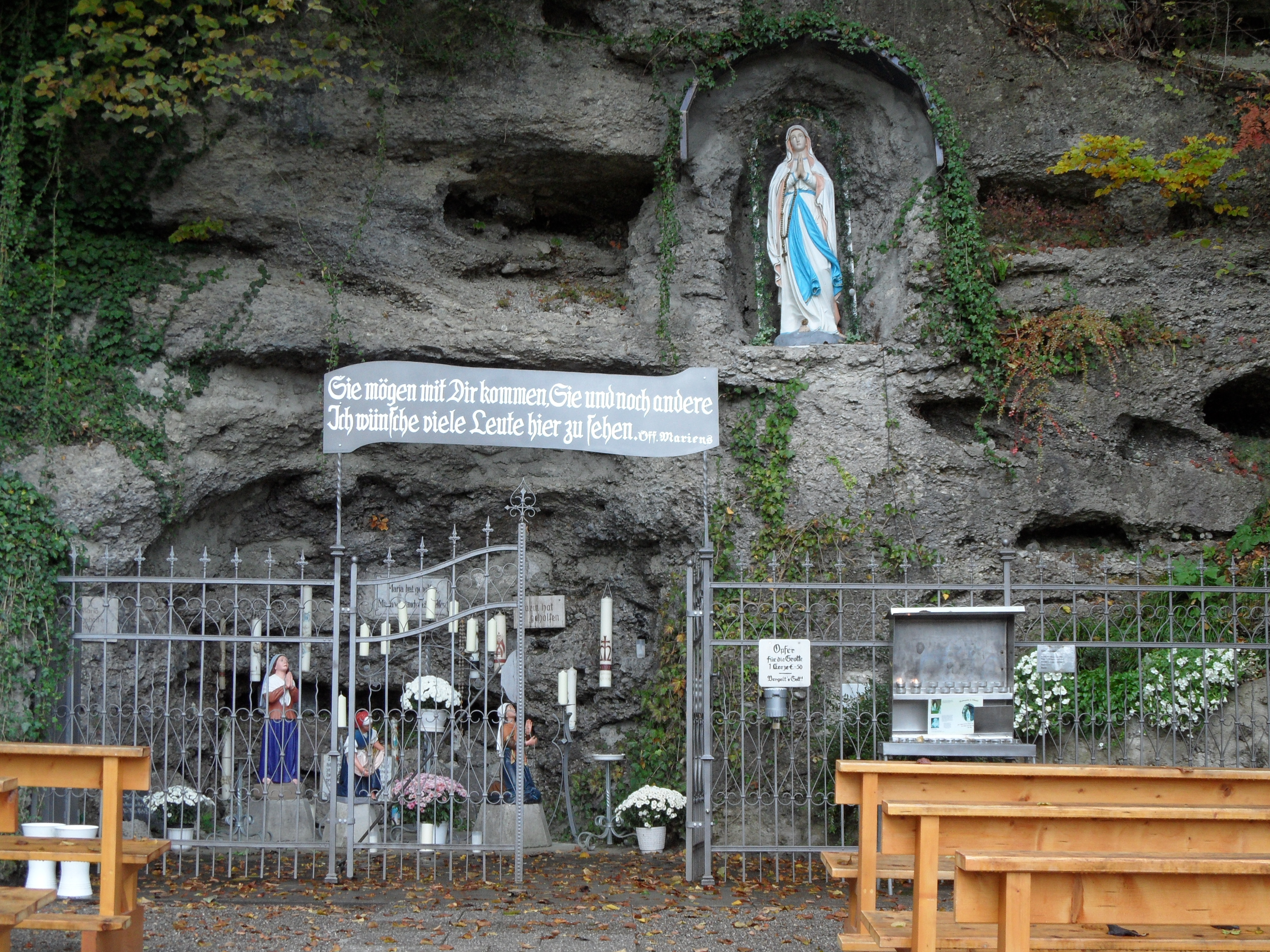
Mariengrotte in Osterzell

Die Mariengrotte in Osterzell, einer Gemeinde im schwäbischen Landkreis Ostallgäu, ist eine Nachbildung der Grotte der südfranzösischen Stadt Lourdes. Die Grotte liegt im Westen des Ortsteiles Osterzell in der Grottensteige.
Errichtet wurde die Grotte im Jahr 1899, nachdem der damalige Gastwirt Klement Altheimer zusammen mit zwei weiteren Männern von einer Wallfahrt nach Lourdes zurückkam und eine Nachbildung der Grotte in Lourdes auf dem eigenen Grundstück anstrebte. Zunächst wurden Sprengungen durchgeführt, um die Grotte zugänglich zu machen. In der Folge wurden die Gebetsstätte errichtet sowie die Marienstatue angefertigt. Nach dem Zweiten Weltkrieg war die Mariengrotte in einem schlechten Zustand und wurde von Osterzeller Bürgerinnen und Bürgern neu hergerichtet. Im Jahr 1999 feierte die Grotte ihr 100-jähriges Bestehen, zehn Jahre später fanden die bis heute letzten Renovierungsarbeiten statt.
In der Mariengrotte finden regelmäßig Maiandachten statt. Des Weiteren gibt es seit den 1960er-Jahren jährlich eine Lichterprozession zur Mariengrotte.
Koordinaten: 47° 52′ 40,4″ N, 10° 44′ 32,5″ O